# Моран, Мерседес
Мерседес Моран (исп. Mercedes Morán; род. 21 сентября 1955, Вилья-Долорес, Сан-Хавьер, Кордова, Аргентина) — аргентинская актриса

 кино, театра и телевидения.

## Биография
Вышла замуж в 17 лет, без одобрения родителей. В то время театр не входил в список её приоритетов. Чтобы не потерять год учёбы, Мерседес решила обучиться актёрскому мастерству с актёром Лито Крусом.
После того, как в 2000 году она закончила сниматься в сериале «Gasoleros», Мерседес решила дать паузу в своей карьере, уделив некоторое время для себя и своей семьи. Но в 2001 году она возвращается на телевидение с телесериалом «Culpables», ставший победителем премии Мартина Фьерро.
В ноябре 2018 года, во время присуждения премии за всю свою карьеру на Международном кинофестивале в Мар-дель-Плата, заявила о своей поддержке законного, безопасного и бесплатного аборта, выставив на запястье зелёный платок, символ в Аргентине претензии на это право.